# جوليان غاردنر
جوليان غاردنر (بالإنجليزية: Julian Gardner)‏ هو مدرب رياضي أسترالي، ولد في 12 مايو 1964 في بريزبان في أستراليا.

## وصلات خارجية
- جوليان غاردنر عل موقع إسبنسكروم (الإنجليزية)